# 米特斯基兴
米特斯基兴是德国巴伐利亚州的一个市镇。总面积24.67平方公里，总人口2087人，其中男性1061人，女性1026人（2011年12月31日），人口密度85人/平方公里。